# Ronde van Campanië 1941
De vijftiende editie van de wielerwedstrijd Ronde van Campanië vond plaats op 27 juli 1941. De wedstrijd startte in Napoli en finishte 227 kilometer later in Napoli. De Italiaan Olimpio Bizzi won de wedstrijd.

## Uitslag
| Plaats  | Naam                 | Ploeg     | Tijd     |
| ------- | -------------------- | --------- | -------- |
| Winnaar | Olimpio Bizzi        | Bianchi   | 7u39'40" |
| 2       | Mario De Benedetti   | Legnano   | z.t.     |
| 3       | Osvaldo Bailo        | Gerbi     | z.t.     |
| 4       | Glauco Servadei      | Gloria    | z.t.     |
| 5       | Giovanni Brotto      |           | z.t.     |
| 6       | Pietro Chiappini     | Olympia   | z.t.     |
| 7       | Luciano Succi        | Legnano   | z.t.     |
| 8       | Giordano Cottur      | Viscontea | z.t.     |
| 9       | Francesco Patti      |           | z.t.     |
| 10      | Giovanni De Stefanis | Bianchi   | z.t.     |

1911 · 1912 · 1913 · 1914 - 1920 · 1921 · 1922 · 1923 - 1925 · 1926 · 1927 1928 · 1929 · 1930 · 1931 · 1932 · 1933 · 1934 · 1935 · 1936 · 1937 · 1938 · 1939 · 1940 · 1941 · 1942 · 1943 · 1944 · 1945 ·  1946 · 1947 · 1947 · 1948 · 1949 · 1950 · 1951 · 1952 · 1953 · 1954 · 1955 · 1956 · 1957 · 1958 · 1959 · 1960 · 1961 · 1962 · 1963 · 1964 · 1965 · 1966 · 1967 · 1968 · 1969 · 1970 · 1971 · 1972 · 1973 · 1974 · 1975 · 1976 · 1977 · 1978 · 1979 · 1980 · 1981 · 1982 · 1983 · 1984 · 1985 · 1986 · 1987 · 1988 · 1989 · 1990 · 1991 · 1992 · 1993 · 1994 · 1995 · 1996 · 1997 · 1998 · 1999 · 2000 · 2001